# 中華民國四階段論
中華民國四階段論是2005年8月2日時任中華民國總統陳水扁在接見美國福爾摩莎基金會（Formosa Foundation）青年親善大使時，為釐清國家認同、國家定位、臺灣主權屬於兩千三百萬臺灣人民，所表達之對中華民國定位與臺灣歷史演進階段的詮釋：
|  | 中華民國在大陸，中華民國到臺灣，中華民國在臺灣，中華民國是臺灣。 |

## 定義
陳水扁所稱的「中華民國在大陸」，是指1912年至1949年期間，中華民國在中國大陸建國、和國民政府在中國大陸行使主權，這時期臺灣正值日治時期，為日本領土(1945-1949年除外)，與中華民國並無關係。臺灣日治時期在1945年結束，中華民國接管臺灣，並同時統治中國大陸和台灣直到1949年。但這期間，中華民國中央政府仍在中國大陸。
「中華民國到臺灣」，是指1949年中華民國中央政府因國共內戰失利在中國大陸失守，而從播遷至臺北。同時在該年，在國共內戰中獲勝的中國共產黨建立了中華人民共和國，導致兩個宣稱繼承中國國祚的政權同時存在。
「中華民國在臺灣」，是指國民黨李登輝執政時期（1988年至2000年）由李登輝所提出的中華民國定位，包含任內推動的修憲、停止兩岸對抗、事實上承認中華人民共和國等做法。總統李登輝於1995年的美國之行中，在康乃爾大學的畢業演講中首次提出中華民國「在」臺灣（the Republic of China on Taiwan）的用語，以地理的角度詮釋國家定位。
「中華民國是臺灣」，是指2000年首次政黨輪替，由民進黨陳水扁政府上台之後，陳水扁所理解的「中華民國」。陳水扁強調，他會使用「中華民國（臺灣）」這個用詞，以「釐清、區隔與確認」。

## 詮釋與延伸
陳水扁並於同年稍後重申中華民國不是秋海棠，也不是老母雞，中華民國是台灣番薯，人口二千三百萬人，面積三萬六千平方公里。台灣的中華民國與中國的中華人民共和國絕對不一樣，彼此分立、分治、互不隸屬。這樣連續不斷的「中華民國台灣史觀」，被北京政府和藍營政客質疑其不符合客觀的歷史事實，現是台灣社會多數人能夠包容接受的開闊視野之一。他也明確宣示「中華民國是一個主權獨立的國家，國家的主權屬於二千三百萬台灣人民，台灣前途的任何改變只有兩千三百萬台灣人民才有權決定。」他表示中華民國與台灣歷史演變的「四階段論」和國家主權及台灣前途的「三段論」，兩項是一個整體，一定要連起來看。這不但完全符合大家長期所追求的「主權在民」和「住民自決」的理念，同時也為團結台灣、台灣人共同當家作主、為建立一個自由的台灣奠定了理論基礎。
陳水扁進一步提出了他「一個原則、三個堅持、五個反對」的堅定立場：

- 「一個原則」是「保台灣」、「保台灣的主權」，在「民主、對等、和平」原則下，與中國對話協商。但兩岸事務的處理首先必須要「尊重台灣人民民主的選擇與自由意願」。
- 「三個堅持」是朝野要和解、兩岸更要和解，但和解必須符合三項不變的堅持：
  - 第一、堅持民主改革的理想不會改變；
  - 第二、堅持台灣主體意識的主流路線不會改變；
  - 第三、堅持讓台灣成為一個正常、完整、進步、美麗而偉大的國家使命也不會改變。」
- 「五個反對」：
  - 第一、堅決反對企圖併吞台灣，將台灣變成中國一部份的「一個中國原則」；
  - 第二、堅決反對將台灣香港化、澳門化，將台灣變成香港與澳門第二的「一國兩制」；
  - 第三、堅決反對以「一個中國、一國兩制」為內涵的所謂「九二共識」；
  - 第四、堅決反對任何分割國民主權、剝奪台灣人民自由選擇權利，而以「統一」為前提或唯一選項的「兩岸一中」或「憲法一中」的主張；
  - 第五、堅決反對中國要以「非和平方式」解決台海問題的「反分裂國家法」。[3][7]

## 相關政策措施
為了配合此宣示，中華民國總統府的網站在2005年7月29日起加註了「臺灣」二字，即「中華民國（台灣）總統府」，以避免主權的混淆。之後許多中華民國中央政府機關也採取類似的作法，例如在中華民國的英文國號後加註「臺灣」（Republic of China (Taiwan)）。2008年馬英九政府上台後，取消將中文國號後加註「臺灣」的政策，但在外文翻譯上將中華民國國號上加註「臺灣」的做法，仍延續至今，以便與在國際上被廣泛承認代表中國的中華人民共和國作區別。